# CANDY (De-LAXの曲)
「CANDY」(キャンディー)は、De-LAXが発表した楽曲、及び同曲を収録したシングル。通算3枚目のシングルである。発売元はフォーライフ・レコード。

## 概要
- 1989年、第2弾シングル。前作「NEUROMANCER」から、1か月後となる8月にはプロモーショナル版が、さらにその2か月後となる10月4日には8cmシングル版が発売された。
- 2ndアルバム『NEUROMANCER』をひっさげアルバムツアー『De-LAX NEUROMANCER '89 "SPIRITS A GO-GO"』で全国を回っている最中に本楽曲が発売された。
- この曲で、初めてミュージックステーションに出演した。
- De-LAXのシングルで、3曲入っているシングルはこれが初。また、De-LAXのシングルを同年に2作以上シングルを発売するというのもこの年が初である。
- 2017年現在、De-LAXのシングルの中では、次作「GLOBAL STREET」に次いで、2番目に売り上げが高い作品である。

## 収録曲

### プロモーショナル版
- 全曲 作詞:宙也、作曲:榊原秀樹、編曲:De-LAX

| #  | タイトル      | 作詞 | 作曲・編曲 |
| -- | ------------- | ---- | ---------- |
| 1. | 「CANDY」     |      |            |
| 2. | 「CRAZY BOY」 |      |            |

### 8cmシングル版
- 全曲 作詞:宙也

| #         | タイトル      | 作詞      | 作曲      | 編曲             | 時間 |
| --------- | ------------- | --------- | --------- | ---------------- | ---- |
| 1.        | 「CANDY」     |           | 榊原秀樹  | De-LAX           | 3:02 |
| 2.        | 「CRAZY BOY」 |           | 榊原秀樹  | De-LAX           | 3:13 |
| 3.        | 「Mr.Cupid」  |           | 京極輝男  | 京極輝男・De-LAX | 3:47 |
| 合計時間: | 合計時間:     | 合計時間: | 合計時間: | 10:02            |      |

## 曲解説

### プロモーショナル版
- 全曲 作詞:宙也、作曲:榊原秀樹、編曲:De-LAX

1. CANDY
PVが存在するが、ベストアルバム『"20th Anniversary Premium Collection"』のDVDには、収録されていない。
De-LAXのシングル曲のA面の中で、一番演奏時間が短い楽曲となっている。
アンディ・ウォーホールとニコに捧げた曲で、1988年後半(アルバムツアー『De-LAX TOUR '88 "SENSATION"』の1988年11月20日の北久里浜リバーブサウンド公演のライブのセットリストには既に含まれていた)に、次曲「CRAZY BOY」と未音源化楽曲「SECRET LOVE」と一緒にセットリストに入っていた楽曲。当時のライブでは3曲とも未発表曲として演奏されたが、本作で初めて音源化を果たした。
8thシングル「darkOrange」のカップリング曲である「Popmuzik -80s dream-」の歌詞に、本楽曲が登場する。
その後に発売されたオリジナルアルバムには収録されず、ベストアルバム『THE STORY OF De+LAX 1988-1992 5Years×5Lives』と『"20th Anniversary Premium Collection"』にそれぞれ収録された。
また、ライブビデオ『De-LAX NEUROMANCER '89 SPIRITS A GO-GO TOUR』にて、本楽曲が映像化された。ビデオ『THE STORY OF De+LAX 1988-1992 5Years×5Lives』には、アルバムツアー『De-LAX NEUROMANCER '89 "SPIRITS A GO-GO"』の8月31日の日清パワーステーションで行われたライブの映像が収録されている。また、7thアルバム『ART+BEAT』のDVDにも、本楽曲のライブ映像が収録されている。
2. CRAZY BOY
カップリングながらPVが存在するが、前曲と同様にベストアルバム『"20th Anniversary Premium Collection"』のDVDには、収録されていない。
カップリング曲ながら、ライブでは定番曲として演奏されている。
前曲と同様に、その後に発売されたオリジナルアルバムには収録されず、ライブアルバム『BOOTLEG!!』と『HELLO AGAIN』には、この曲のライブバージョンが収録された。なお、シングルバージョンは、ベストアルバム『THE STORY OF De+LAX 1988-1992 5Years×5Lives』と『"20th Anniversary Premium Collection"』に収録されている。
また、ライブビデオ『De-LAX NEUROMANCER '89 SPIRITS A GO-GO TOUR』、『"RESURRECTION & EXISTENCE"』にて、本楽曲が映像化された。ビデオ『THE STORY OF De+LAX 1988-1992 5Years×5Lives』には、アルバムツアー『De-LAX NEUROMANCER '89 "SPIRITS A GO-GO"』の8月31日の日清パワーステーションで行われたライブの映像が収録されている。また、前曲同様、7thアルバム『ART+BEAT』のDVDにも、本楽曲のライブ映像が収録されている。

### 8cmシングル版
- 全曲 作詞:宙也

1. CANDY (3:02)
  - 作曲:榊原秀樹、編曲:De-LAX
2. CRAZY BOY (3:13)
  - 作曲:榊原秀樹、編曲:De-LAX
3. Mr.Cupid (3:47)
  - 作曲:京極輝男、編曲:京極輝男・De-LAX

この曲では珍しく、京極輝男が編曲も担当している。
プロモーショナル盤には収録されておらず、代わりに本作に収録された。
メジャーデビュー前に行っていたコンサートツアー『De-LAX TOUR '88 SPRING "DIAMOND SENSATION"』の初日である1988年4月10日の横浜7th AVENUE公演のライブのセットリストには、既に本楽曲が演奏されており、このシングルのカップリング曲として正式発表されるまでは、雑誌等でも「Mr.Qupid」と表記され、本楽曲が紹介されていた。恐らくは単純なスペルのミスか、故意に表記がされていたのかと思われるが、真相は不明である。
他の2曲と同様に、その後に発売されたオリジナルアルバムには収録されなかったが、この曲だけがベストアルバム『"20th Anniversary Premium Collection"』のみの収録となった。
また、ライブビデオ『De-LAX NEUROMANCER '89 SPIRITS A GO-GO TOUR』にて、本楽曲が映像化された。

## 収録アルバム
ベストアルバム
- THE STORY OF De+LAX 1988-1992 5Years×5Lives (#1、#2)
- "20th Anniversary Premium Collection" (全曲)

ライブアルバム
- BOOTLEG!! (#2,ライブバージョン)
- HELLO AGAIN (#2,ライブバージョン)

## 収録映像作品
ライブ映像収録
- De-LAX NEUROMANCER '89 SPIRITS A GO-GO TOUR (全曲)
- THE STORY OF De+LAX 1988-1992 5Years×5Lives (#1、#2)
- "RESURRECTION & EXISTENCE" (#2)
- ART+BEAT (#1、#2)